# Magyaralmás
Magyaralmás là một thị trấn thuộc hạt Fejér, Hungary. Thị trấn này có diện tích 22,42 km², dân số năm 2010 là 1501 người, mật độ 67 người/km².